# Hippeastrum ferreyrae
Hippeastrum ferreyrae es una especie de planta bulbosa perteneciente a la familia de las amarilidáceas. Es endémica de Perú.
Esta considerada en peligro de extinción según el IUCN. 

## Descripción
Es un planta bulbosa nativa del Perú; su flor es muy parecida a la de Hippeastrum puniceum, de color rojo naranja, con hojas de 60 -80 cm de largo, 20 cm más largas que las de H. puniceum  y el escapo floral igualmente más largo que el de H. puniceum, aprox. 20 cm, la flor tiene una raya de color blanco en los pétalos 2 y 5, contados en sentido horario, siendo el número uno el pétalo más inferior, característica que lo diferencia de H. puniceum, es auto estéril, estigma capitado, crece bien en clima cálido tropical con temperatura diurna de 30 a 36 °C  y temperatura nocturna de 28- 32 °C, precipitación anual de 3000 mm. (120 pulg) o 30 litros por metro cuadrado. Es considerado como una planta vulnerable de extinción según la UICN (Unión Internacional para la conservación de la naturaleza) en 1997 por destrucción de su hábitat natural. Los especímenes existentes están en su mayoría en manos de cultivadores particulares

## Taxonomía
Fue descrita y nombrada por primera vez por Hamilton Paul Traub en 1950 como Amaryllis ferreyrae. En el año 1993, Roy Emile Gereay and Lois Brako cambiaron su género al Hippeastrum. El nombre ferreyrae se puso en honor al taxonomista peruano Ramón Ferreyra. Es una planta endémica del Perú, se halla en el valle del río Huallaga y valle del río Purus, y se espera que esté en el parque nacional Alto Purús.